# Touzeta ecuadoris
Touzeta ecuadoris ist ein Spulwurm und einziger Vertreter der Gattung Touzeta. Er ist ein Parasit im Darm bei Buntbarschen in Südamerika.

## Merkmale
Touzeta hat die Merkmale der Quimperiinae. Die Mundöffnung ist rund und ohne Lippen. Die Mundhöhle (Cheilostom) ist klein, mit einer kleinen Pseudokapsel (Ösophagostom) und ohne Zähne. Der Ösophagus ist kurz, vorn zu einer runden Ampulle erweitert und in zwei Abschnitte mit unterschiedlichem Kaliber gegliedert. Die schrägen Muskelbänder vor der Kloake der Männchen formen einen Pseudo-Saugnapf. Die beiden Spicula sind gleich, das Gubernaculum klein. Die Vulva der Weibchen liegt hinter der Körpermitte. Die beiden Uteri liegen sich gegenüber (opithodelphisch), die Eier in ihrem Inneren sind nicht embryoniert.
Um die große Mundöffnung vonTouzeta ecuadoris liegen vier subventrale Papillen und die beiden Amphiden. Der Nervenring liegt am Übergang der beiden Ösophagusabschnitte. Deiriden sind nicht sichtbar. Das Schwanzende ist konisch und spitz.
Der männliche Holotyp ist 4,8 mm lang und maximal 0,35 mm dick. Der Ösophagus ist 0,5 mm lang. Der Nervenring liegt 170 µm hinter dem Vorderende, die Ausscheidungspore 750 µm. Es gibt acht Paare von Analpapillen vor der Kloake, eine unpaare oberhalb der Kloake und vier Papillen links und drei rechts hinter ihr. Die Spicula sind 140 µm lang, das Gubernaculum 45 µm. Die Mitte des Pseudo-Saugnapfs liegt 900 µm vor der Schwanzspitze.
Der weibliche Holotyp ist 6 mm lang und maximal 0,4 mm dick. Der Ösophagus ist 0,52 mm lang. Der Nervenring liegt 180 µm hinter dem Vorderende, die Ausscheidungspore 600 µm. Die Vulva liegt 3,6  hinter dem Vorderende. Der Schwanz ist 4670 µm lang. Die Eier sind 70 × 40 µm groß.